# Трубачёв, Сергей Зосимович
Серге́й Зоси́мович Трубачёв (26 марта 1919, Подосиновец, Северо-Двинская губерния — 25 октября 1995, Сергиев Посад, Московская область) — советский дирижёр, педагог, церковный композитор, православный регент, диакон Русской православной церкви, заслуженный деятель искусств Карельской СССР (1957).

## Биография
Родился 26 марта 1919 года в селе Подосиновец Великоустюжского уезда Северо-Двинской губернии (ныне Подосиновского района Кировской области) в семье протоиерея Зосимы Васильевича Трубачёва (1893—1938, расстрелян в Бутове, священномученик) и его супруги Клавдии Георгиевны Трубачёвой (урождённой Санковой) (1898—1982). В семье, кроме него, были ещё дети — Анастасия (1922—1985), Алексей (1924—1943), а также воспитывавшаяся вместе с ними приёмная дочь Груздева Наталия Тихоновна (1912—1984). Помогая отцу, Сергей с юных лет пел в церковном хоре и прислуживал за богослужениями в алтаре
В 1926 году вместе с отцом он совершил паломническую поездку в Саровскую обитель и Дивеево на празднование обретения мощей преподобного Серафима. Эта поездка оставила в душе мальчика неизгладимый след.
В 1932 году семья репрессированного протоиерея Зосимы поселилась у родственников в Сергиевом Посаде и с тех пор вся жизнь Сергея Трубачёва была неразрывно связана с этой твердыней русского православия. Здесь, в годы учёбы, началась его дирижёрская деятельность. Он руководил хором, созданным при оптико-механическом заводе, выступления которого были вполне на профессиональном уровне.
В 1936 году поступил в Музыкальное училище имени Гнесиных по классу фортепиано, но учёба была прервана на 3-м курсе в связи с призывом его в Красную Армию в 1940 году и советско-финской войной. Участвовал в финской войне, а во время Великой Отечественной войны воевал артиллеристом на Белорусском фронте. За боевую доблесть, участвуя в освобождении Смоленска, Минска, Витебска, штурме Кёнигсберга был награждён орденами и медалямиː «За отвагу» (3.2.1945), «За взятие Кёнигсберга» и орденом Красной Звезды (25.08.1945).
В 1946 году Сергей Трубачёв продолжил прерванное обучение и был зачислен сразу на 2-й курс историко-теоретического и композиторского факультета Музыкально-педагогического института имени Гнесиных, который окончил с отличием в 1950 году. В 1954 году, так же с отличием, окончил оперно-симфоническое отделение Московской государственной консерватории (по классу профессора А. В. Гаука).
После окончании консерватории в 1955 году приглашён на работу в Петрозаводск главным дирижёром симфонического оркестра Карельского радио и телевидения (1956—1961). Сергей Трубачёв возглавлял Карельское отделение Всероссийского хорового общества (1958), под его руководством была создана Петрозаводская народная хоровая капелла, для которой он создал хоры на слова русских поэтов. С различными музыкальными коллективами он осуществил фондовые записи произведений карельских композиторов.
В 1961 году С. З. Трубачёв возвратился в Москву и начал вести преподавательскую деятельность на кафедре оркестрового дирижирования в Государственном музыкально-педагогическом институте имени Гнесиных, а в 1967 году назначен заведующим этой кафедрой. В 1973 году ему было присвоено учёное звание доцента. За годы преподавания он воспитал многих оркестровых дирижёров, внёс ценный вклад в теоретическое обобщение педагогического опыта. Ему принадлежит целый ряд статей посвящённых дирижёрскому мастерству, теории и истории дирижёрского искусства, а также учебных программ и методических пособий по дирижированию.
Как вспоминал регент и церковный композитор Геннадий Лапаев:

Только один раз я видел его в состоянии раздражения, когда один из моих коллег сдал работу практически без правки. И это было, скорее, не осуждение, а некое недоумение… От него я впервые услышал словосочетание «культура издания». Насколько было возможно, Сергей Зосимович повышал культуру тех изданий, над которыми работал. Ему были присущи ум, сдержанность, благодушие, то, что во всём мире определяется одним словом: благородство…

В 1980 году Сергей Трубачёв завершил музыкально-педагогическую деятельность, вышел на пенсию и поселился на постоянное жительство в Сергиевом Посаде рядом с Троице-Сергиевой Лаврой. Как человек глубоко верующий и больше не связанный служебным положением, но переживший и помнящий гонения на церковь, он только теперь смог свободно реализовать свои музыкальные способности и дарования и внести достойный вклад в церковную музыкальную сокровищницу.
Особым желанием Сергея Зосимовича было, следуя примеру отца, служить в священном сане. В 1995 году по благословению духовника Троице-Сергиевой Лавры Кирилла (Павлова) он подал прошение Святейшему Патриарху Алексию о рукоположении его во диакона. 20 августа 1995 года в академическом храме в честь Покрова Пресвятой Богородицы ректор Московской духовной академии епископ Верейский Евгений (Решетников) совершил его хиротонию во диакона. Указом Святейшего Патриарха Алексия II диакон Сергий Трубачёв был определён «к служению в Троице-Сергиевой Лавре и её скитах сверхштатным диаконом».
Однако служение отца Сергия было недолгим. 15 октября 1995 года, в воскресенье, отец Сергий служил в последний раз в семинарском храме преподобного Иоанна Лествичника, в ночь с 19 на 20 октября его срочно госпитализировали в Сергиевопосадскую центральную больницу.
25 октября 1995 года о. Сергий скончался от обширного инфаркта миокарда.
Отпевание состоялось в Успенском соборе Троице-Сергиевой Лавры при многочисленном стечении народа. Общее руководство хорами — лаврским, академическим и Регентской школы — осуществлял архимандрит Матфей (Мормыль). Погребён диакон Сергий на сергиевопосадском «новом» кладбище близ села Благовещенского.

## Семья
В 1946 году вступил в брак с дочерью священника Павла Флоренского (1882—1937) — Ольгой (1918—1998). В браке родились детиː Ольга (1947), музыкант, педагог (Школа искусств в Зеленограде), Мария (1951), искусствовед, научный сотрудник Всероссийского художественного научно-реставрационного центра имени академика И. Э. Грабаря, и Александр (в монашестве Андроник, 1952-2021), игумен, насельник Троице-Сергиевой Лавры, доцент Московской духовной академии.

## Награды
- орден Отечественной войны 2-й степени (11.03.1985)[2]
- орден Красной Звезды (25.08.1945)
- орден «Знак Почёта» (22.09.1959)
- медаль «За отвагу» (03.02.1945)
- другие медали

## Сочинения
статьи
- Музыка богослужения в восприятии священника Павла Флоренского // Журнал Московской Патриархии. М., 1983. № 5. стр. 74-78.
- Песнопения панихиды в русской музыке // Журнал Московской Патриархии. М., 1985. № 12. стр. 64-77.
- А. Д. Кастальский. «С нами Бог» // Журнал Московской Патриархии. М., 1986. № 1. стр. 76-77.
- «Взбранной Воеводе» (Ипатьевского напева в гармонизации Д. М. Яичкова) [ноты] // Журнал Московской Патриархии. М., 1986. № 3. стр. 79.
- «Чертог Твой вижду…» (Киевского распева) [ноты] // Журнал Московской Патриархии. М., 1986. № 4. стр. 75-76.
- Ексапостиларий в Неделю Пасхи // Журнал Московской Патриархии. М., 1986. № 5. стр. 76.
- Христос Воскресе! // Журнал Московской Патриархии. М., 1986. № 5. стр. 77.
- Светилен праздника Покрова Пресвятой Богородицы // Журнал Московской Патриархии. М., 1986. № 10. стр. 78.
- «Дева днесь» / муз.: Трубачев С. // Журнал Московской Патриархии. М., 1987. № 1. стр. 77-78.
- Песнопения из канона Пасхи // Журнал Московской Патриархии. М., 1987. № 4. стр. 76-77.
- Протоиерей Зосима Трубачев (некролог-воспоминание) // Журнал Московской Патриархии. М., 1997. № 9. стр. 60-67.

книги
- Диакон Сергий Трубачёв. Избранное: Статьи и исследования / Сост. игумен Андроник (Трубачёв) и др.. — М.: Прогресс-Плеяда, 2005. — 720 с. — 2000 экз. — ISBN 5-93006-032-0.
- Трубачев Сергий, диак. Полное собрание богослужебных песнопений: в 2 т. — М.: Живоносный Источник, 2007